# خالد الغول
خالد الغول (22 مايو 1962-) إعلامي ومعلق رياضي أردني لُقب بالموسوعة من قبل الكابتن محمد عبده صالح الوحش

## مشواره المهني
حاصل على شهادة دبلوم في اللغة الإنجليزية، بدأ محرراً في جريدة الدستور من عام 1982 حتى عام 1983،عمل معداً ومقدماً في التلفزيون الأردني “ في العام 1985 عن طريق الإعلامي محمد جميل عبد القادر، وأصبح عضواً بالقسم الرياضي”. ً قبل الانتقال إلى شبكة راديو وتلفزيون العرب عام 1993 حيث تلقى عرضاً منها للعمل في قناة art الرياضية التي كانت تبث من قلب العاصمة الإيطالية روما  ، غطى خلالها أبرز الأحداث الرياضية في العالم وخاصة كرة القدم تخطى مجموع الأحداث التي علق عليها أكثر من 10 آلاف مباراة، وحدث غالبيتها في كرة القدم، في العام2011 إنتقل إلى قناة الجزيرة الرياضية ،بعد بيعها لها من ثم إلى بي إن سبورت،عمل في قناةOSN SPORT التابعة ل شبكة أوربت شوتايم  في يونيو 2020 قررن شبكة قنوات بي إن سبورتس القطرية الاستغناء عن خدماته بسبب الأزمة الإقتصادية التي ضربت القناة وذكرت مصادر داخل الشبكة بأن عامل السن كان السبب وراء عدم تمديد عقده
في مايو 2021 قررت القناة الرسمية لبطولة الدوري الإيطالي Serie A على موقع يوتيوب التعاقد معه للتعليق على مباراة نهائي كأس إيطاليا 2021